# 地涌夫人
地涌夫人，亦名半截观音，是中国古典神话小说《西游记》中的女妖，原形是“金鼻白毛老鼠精”。她在三百年前成怪，曾在灵山偷吃了如来佛的香花宝烛，如来派托塔李天王、哪吒父子捉拿。被擒后，如来见她修行不易，并因为李天王求情，便说道：『積水養魚終不釣，深山喂鹿望長生。』因此饶恕了她的罪过。事后地涌夫人为感恩，就拜李天王为义父，拜哪吒为义兄，设牌位供奉香火。唐三藏去西天取经时路过黑松林，地涌夫人化作一个凡人女子，用计将唐三藏摄入洞府，逼他与自己成亲。后与孙悟空、猪八戒等久战，孙悟空发现其身份，上天宫请来李天王父子，最终擒得地涌夫人回天，救出了师父唐三藏。

## 人物特征

### 容貌
在《西游记》中，地涌夫人被称作“姹女”，象征着欲望，也体现了其美貌出众。作者在文中使用了“桃腮垂淚，有沉魚落雁之容；星眼含悲，有閉月羞花之貌”来描写她的姿容：
|  | 髮盤雲髻似堆鴉，身著綠絨花比甲。一對金蓮剛半折，十指如同春筍發。團團粉面若銀盆，朱唇一似櫻桃滑。端端正正美人姿，月裡嫦娥還喜恰。今朝拿住取經僧，便要歡娛同枕榻。 |

### 武艺
原著中地涌夫人的武艺高强，作者描述其与孙悟空交战时状况如下：
|  | 陰風從地起，殘月蕩微光。闃靜梵王宇，闌珊小鬼廊，後園裡一片戰爭場。孫大士，天上聖；毛姹女，女中王，賭賽神通未肯降。一個兒扭轉芳心嗔黑禿，一個兒圓睜慧眼恨新妝。兩手劍飛，那認得女菩薩；一根棍打，狠似個活金剛。響處金箍如電掣，霎時鐵白耀星芒。玉樓抓翡翠，金殿碎鴛鴦。猿啼巴月小，雁叫楚天長。十八尊羅漢暗暗喝采，三十二諸天個個慌張。 |

### 法术
地涌夫人也精于变幻之术，同时足智多谋，她善于将鞋子变作自己的模样，用于诱导对方以争取时间：
|  | 那妖精見他們趕得緊，即將右腳上花鞋脫下來，吹口仙氣，念個咒語，叫：『變！』即變作本身模樣，使兩口劍舞將來；將身一幌，化一陣清風，徑直回去。 |

## 影视形象

### 电视剧
地涌夫人的形象曾出现在多部《西游记》改编电视剧当中，由以下演员饰演其角色。
| 年代 | 剧名       | 演员   | 备注     |
| ---- | ---------- | ------ | -------- |
| 1982 | 《西游记》 | 常青   | 央视版   |
| 2010 | 《西游记》 | 于娜   | 浙版     |
| 2011 | 《西游记》 | 何琢言 | 张纪中版 |

### 动画
| 年代 | 剧名       | 配音演员 | 备注   |
| ---- | ---------- | -------- | ------ |
| 1998 | 《西游记》 | 丁建华   | 央视版 |